# Sobrevoo

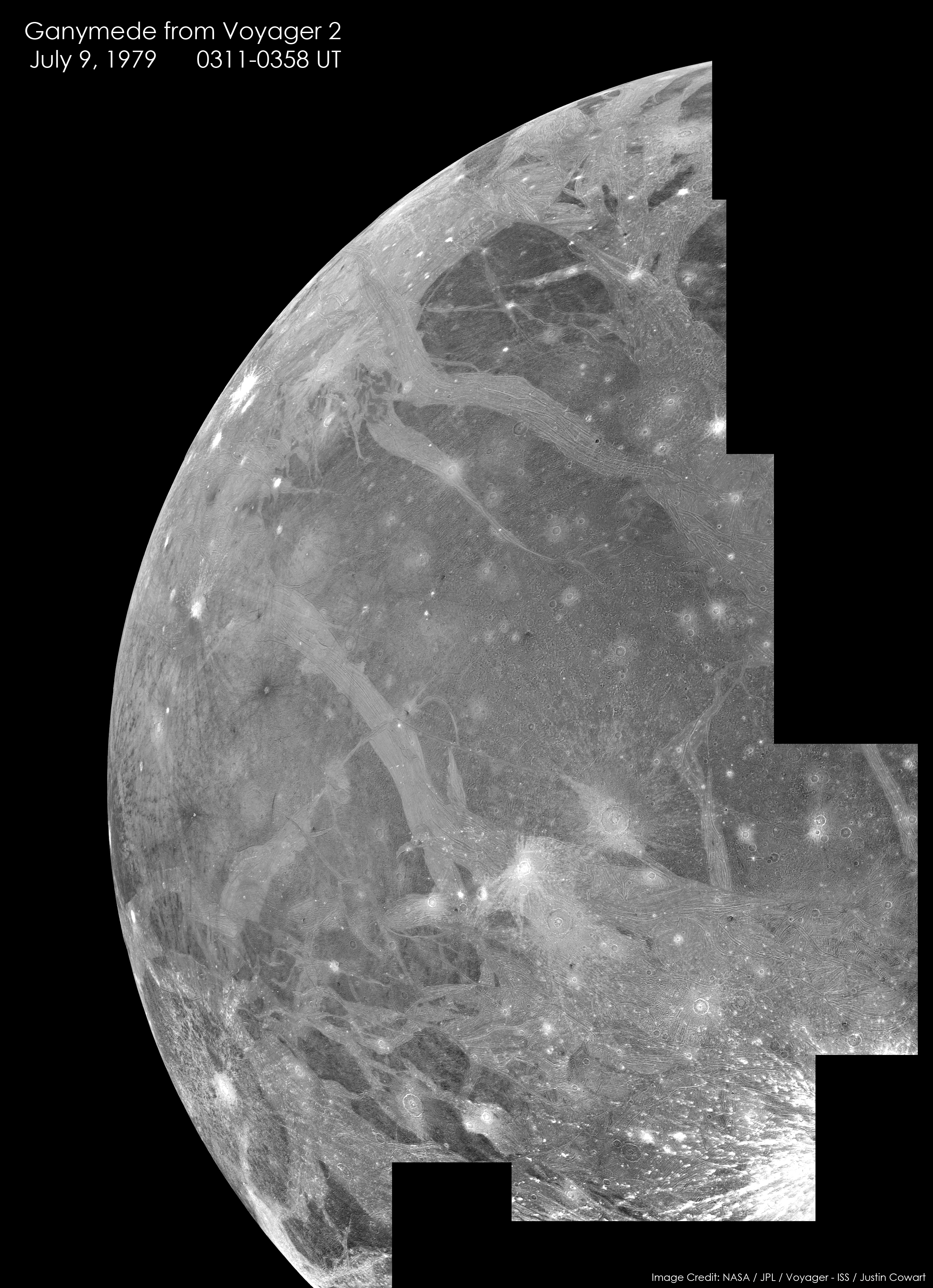
Imagens coletadas pela Voyager 2 de Ganimedes durante seu sobrevôo do sistema de Júpiter

A nave espacial Galileo encontra o asteróide 243 Ida

Um sobrevoo é um voo espacial operação em que uma sonda passa na proximidade de um outro corpo, normalmente um alvo da sua exploração espacial missão e/ou uma fonte de uma gravidade auxiliar para impeli-la em relação a outro alvo. As espaçonaves especificamente projetadas para esse fim são conhecidas como espaçonaves sobrevoo, embora o termo também tenha sido usado em relação a voos de asteroides na Terra, por exemplo. Parâmetros importantes são o tempo e a distância da abordagem mais próxima.

## Sobrevoo de nave espacial
As manobras de sobrevoo podem ser conduzidas com um planeta, um satélite natural ou um objeto não planetário, como um pequeno corpo do Sistema Solar.
Sobrevoos planetários ocorreram com Marte ou Terra, por exemplo:
Um exemplo de sobrevoo de cometa é quando o International Cometary Explorer (anteriormente ISEE-3) passou cerca de 4,800 mi (7,700 km) do núcleo do cometa Giacobini-Zinner em setembro de 1985.
Outra aplicação do sobrevoo é na Lua da Terra, geralmente chamada de sobrevoo lunar. A espaçonave Apollo 13 teve um tanque de oxigênio explodido e, portanto, teve que voar ao redor da lua. O projeto Artemis 2 e #dearMoon incluirá um sobrevoo lunar.

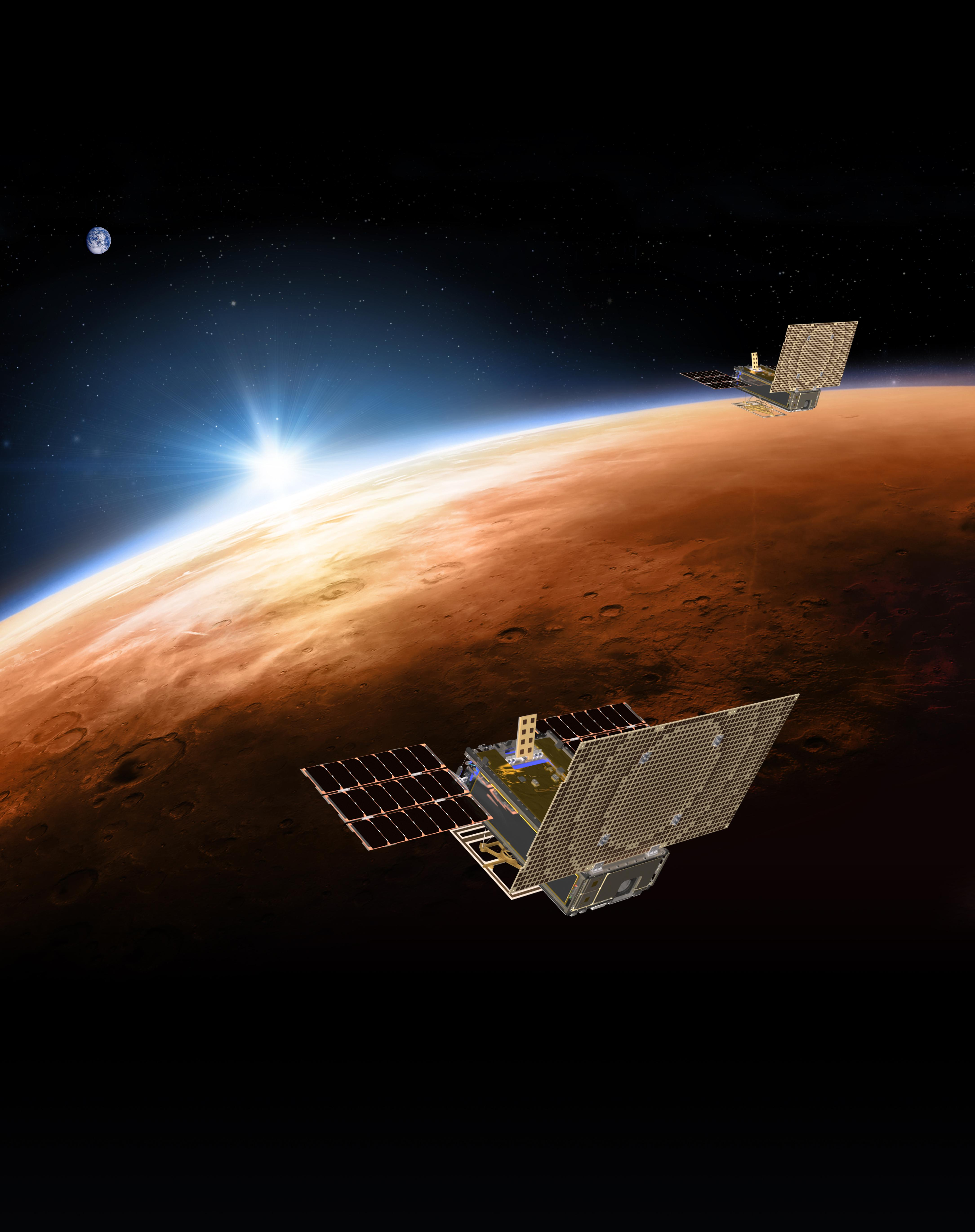
Ilustração das sondas de passagem aérea do relé MarCO 6U e demonstradores de tecnologia para a sonda Mars InSight; os sobrevoos forneceram suporte de comunicação de tubo dobrado durante o pouso em 2018

No que diz respeito aos voos de Marte, um conceito relacionado é um encontro de voo de Marte, onde uma espaçonave não entra em órbita, mas se encontra antes ou depois de um sobrevoo do planeta com outra espaçonave. O encontro de sobrevoo de Marte foi avaliado no Manned Spacecraft Center da NASA na década de 1960. Naquela época, a NASA desenvolveu projetos para uma combinação de sonda Mars, habitat de superfície de curta duração e veículo de ascensão chamado Mars Excursion Module (MEM); o estágio de subida realizou o encontro com uma espaçonave diferente que sobrevoou Marte sem entrar em órbita ou pousar. Comparado ao MOR, um encontro de sobrevoo significa que uma espaçonave não precisa orbitar Marte, então os recursos necessários em uma viagem de retorno à Terra não são levados para dentro e para fora da órbita de Marte, por exemplo.
O sobrevoo da Mariner IV de Marte em julho de 1965 retornou dados atmosféricos mais precisos sobre Marte e vistas muito mais próximas de sua superfície do que anteriormente.
A passagem da Mariner 6 e da Mariner 7 por Marte em 1969 causou outro avanço no conhecimento sobre o planeta. Os resultados do radiômetro infravermelho Mariner 6 e 7 do sobrevoo mostraram que a atmosfera de Marte era composta principalmente de dióxido de carbono (CO2), e eles também foram capazes de detectar vestígios de água na superfície de Marte.
Em 2018, o gêmeo ''Mars Cube One'' realizou um sobrevoo para retransmitir a comunicação do módulo de pouso InSight EDL (eles foram lançados em direção a Marte com o estágio de cruzeiro carregando o módulo de pouso InSight). Ambos os MarCOs alcançaram Marte e retransmitiram dados com sucesso durante as fases de entrada, descida e aterrissagem do Insight em 26 de novembro de 2018.

### Cinturão de Kuiper
A espaçonave New Horizons estava planejando voar pelo objeto do cinturão de Kuiper 486958 Arrokoth no dia de ano novo de 2019, após seu sobrevoo bem-sucedido do planeta anão Plutão em 2015.
Na noite de 31 de dezembro de 2018 para a manhã de 1º de janeiro de 2019, a New Horizons realizou o sobrevoo mais distante até hoje, do cinturão de Kuiper, objeto Arrokoth. A New Horizons já fez um sobrevoo de Plutão em julho de 2015, e isso foi a cerca de 32,9 UA (unidades astronômicas) do Sol, enquanto o sobrevoo do dia de Ano Novo de 2019 do objeto Kuiper Arrokoth foi de 43,6 UA.

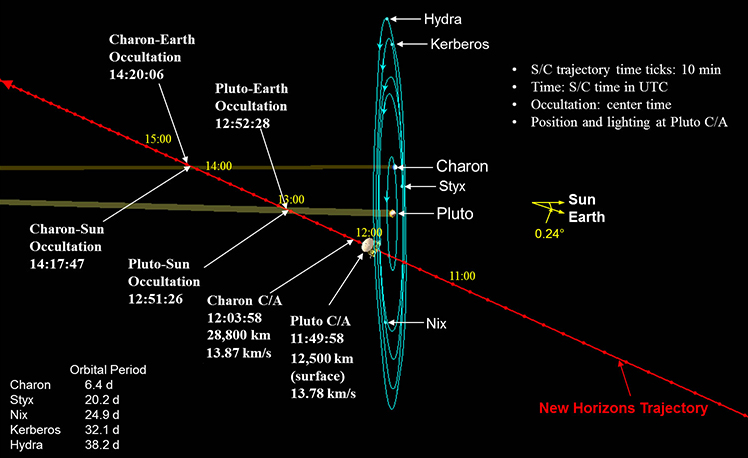
Diagrama da trajetória da New Horizons durante seu sobrevoo de Plutão

### Cassini

Animação de Cassini, trajetória em torno de Saturno a partir de 1 de maio de 2004 a 15 de setembro de 2017
Cassini·
Saturn·
Enceladus·
Titan·
Iapetus

Cassini-Huygens (lançada em 1997), que orbitou Saturno (de 2004 a 2017) realizou sobrevoos de muitas luas de Saturno, incluindo Titã. Cassini-Huygen seu primeiro sobrevoo de Titã em outubro de 2004.
A Cassini conduziu muitos voos a várias distâncias das luas de Saturno. Ele alcançou 126 sobrevoos de Titã, e seu sobrevoo final foi em 22 de abril de 2017, antes de sua retirada.

### Cometas

Passagem aérea do cometa Hartley 2 em 4 de novembro de 2010 (missão EPOXI)

O International Cometary Explorer (ISEE-3) passou pela cauda de plasma do cometa Giacobini-Zinner fazendo um sobrevoo a uma distância de 7,800 km (4,800 mi) do núcleo em 11 de setembro de 1985.
Em 2010, a espaçonave Deep Impact, na missão EPOXI, sobrevoou o cometa Hartley 2.

## Sobrevoo natural

Durante um voo rasante de asteróide na Terra, às vezes eles são capturados por radar. Animação de, que teve um sobrevôo da Terra em 2017

O sobrevoo também é, às vezes, vagamente usado para descrever quando, por exemplo, um asteróide se aproxima e se aproxima da Terra.
Este também foi o termo para quando um cometa sobrevoou Marte em 2014.
P/2016 BA14 foi captado por radar a uma distância de 2.2×106 mi (3,500,000 km) da Terra em 2016, durante seu sobrevoo. Isso permitiu que o tamanho do núcleo fosse calculado em cerca de 1 km (3,300 ft) de diâmetro.
Em 16 de dezembro de 2018, o cometa de curto período 46P/ Wirtanen teve sua abordagem mais próxima da Terra, chegando a 7.1×106 mi (11.4×106 km) (uma de suas abordagens mais próximas da Terra).